# داور بخش
داور بخش بن خسرو بن جهانكير (بالفارسية: داور بخش)؛(1628–23 يناير 1628) كان حاكمًا للإمبراطورية المغولية لفترة قصيرة ما بين (1627م–1628م)، إبان وفاة جده جهانكير.
داور هو ابن الأمير خسرو (أكبر أبناء جهانكير)، والذي قُتل بأمر من الأمير خُرّم (شاه جهان) عام 1622.
كما لُقب داور بـ «بولاقي» (بمعنى «حلقة الأنف»)، وتم تسميته في البداية «ديوان الداخين»، وفيما بعد وُلي حاكما لولاية غوجارات في عام 1622 بتعيين من جده جهانكير،   وبالرغم من أن عمره كان خمسة عشر عامًا فقط في هذه المرحلة، وُضع تحت وصاية جده لأمه ميرزا عزيز كوكا. قام الإمبراطور بترتيب زواج داور في عام 1625 من أخت جاي سينغ (حاكم ولاية عامر) لضمان ولائه.
عند وفاة جده، أصبح داور في اللعبة السياسية للاستيلاء على عرش المغول، وأعلن آصف خان (رئيس الوزراء) بأن داور بخش أصبح إمبراطوراً للمغول كترتيب مؤقت لمواجهة ادعاءات الملكة نور جهان، التي أرادت بأن يكون ابنها شهريار وريثا للعرش.

## صعود داور وموته
عند وفاة جهانكير، ومن أجل تأمين اعتلاء شاه جهان العرش، قام آصف خان (شقيق نور جهان) بإخراج بخش من الحبس، وأعلنه ملكًا وأرسله إلى لاهور. ومع ذلك، فضلت نور جهان شهريار (ابن جهانكير الأصغر)، لكن داور اعتلى العرش واستولى على خزانة الدولة في لاهور في ذلك الوقت، وفي محاولة لتأمين عرشه، وزع أكثر من 70 ألف روبية بين كبار السن والنبلاء الجدد. في غضون ذلك، فر ميرزا بايسنجار (نجل الأمير الراحل دانيال) بعد وفاة الإمبراطور إلى لاهور، وانضم إلى شهريار.
التقت القوتان بالقرب من لاهور، وخسر شهريار المعركة وهرب إلى الحصن، حيث تم تقديمه في صباح اليوم التالي أمام داور بخش والذي وضعه في الحبس.
في 2 جمادى الأولى 1037 هـ (30 ديسمبر 1627م) أُعلن شاه جهان إمبراطورًا في لاهور، وفي 26 جمادى الأولى 1037هـ (23 يناير 1628م) وبناءً على أوامره، نفذ حكم الإعدام على أبناء المتوفى الأمير دانيال ميرزا (شقيق الإمبراطور جهانجير).
ومع ذلك، أكدت بعض المصادر بأن داور نجح في تجنب هذا المصير وهرب إلى بلاد فارس في أواخر عام 1633م، كما ادعى سفراء دوقية هولشتاين أنهم قابلوه هناك، وذهب صانع الزجاج الفرنسي تافيرنييه إلى حد القول إنه تحدث وتناول العشاء مع الأمير.